# Horovce (Trenčín)
Horovce (in ungherese Horóc) è un comune della Slovacchia facente parte del distretto di Púchov, nella regione di Trenčín.